# Emperadriu Gi
Emperadriu Gi o Emperadriu Ki (coreà: 기황후; Hanja: 奇皇后 ; 1315–1369), també coneguda com l' emperadriu Qi (xinès: 奇皇后) en xinès, o Öljei Khutuk (Өлзий хутуг) en mongol, va ser una de les emperadrius principals de Toghon Temur de la dinastia Yuan i la mare de Biligtü Khan, que es convertiria en emperador de Yuan del Nord. Era originària d'una família aristocràtica de la dinastia Goryeo i va servir com a concubina imperial de Toghon Temür. Durant els últims anys de la dinastia Yuan, es va convertir en una de les dones més poderoses, controlant la dinastia Yuan econòmicament i políticament.

## Biografia
Gi va néixer a Haengju (행주; 幸州, actualment Goyang), a Goryeo en el sí una família aristocràtica de buròcrates de rang inferior. El 1333, l'adolescent Gi es trobava entre les concubines enviades a Yuan pels reis de Goryeo, que havien de proporcionar un cert nombre de belles adolescents per servir com a concubines dels emperadors mongols un cop cada tres anys. Es considerava prestigiós casar-se amb dones Goryeo. Extremadament bella i hàbil en la dansa, la conversa, el cant, la poesia i la cal·ligrafia, Gi es va convertir ràpidament en la concubina preferida de Toghon Temür, el qual es va enamorar d'ella i aviat es va notar que passava molt més temps en la seva companyia que no pas amb la primera emperadriu Danashiri.
L'emperadriu principal, Danashiri, va ser executada el 22 de juliol de 1335 en una purga a causa de la rebel·lió del seu germà Tangqishi. Després d'això Toghon Temür va intentar promocionar a Gi com a esposa secundària, però anava contra la pràctica estàndard de prendre esposes secundàries només dels clans mongols. Per aquest motiu es va crear una oposició a la cort respecte d'aquesta promoció inaudita d'una dona Goryeo que el va obligar a rectificar. Bayan, que tenia el poder real a Yuan, es va oposar a la promoció de Gi, igual que l'emperadriu vídua, que considerava molt astuta.
El 1339, quan Gi va donar a llum un fill, a qui Toghon Temür va nomenar el seu successor, finalment va poder ser nomenada com a esposa secundària el 1340. Com a dona preferida de l'emperador, la dama Gi es convertí en una dona molt poderosa a Yuan. Quan Bayan va ser purgat, dama Gi es va convertir en l'emperadriu secundària el 1340 (l'emperadriu principal era Bayan Khutugh de Khongirad).
Toghon Temür va perdre cada cop més l'interès per governar a mesura que avançava el seu regnat. Durant aquest temps el poder va ser exercit cada cop més per una dama Gi amb talent polític i econòmic. El germà gran de la dama Gi, Gi Cheol, va ser nomenat comandant del quarter general oriental mongol, convertint-se en el veritable governant de Goryeo, a causa de la seva influència. i va controlar-ne de prop els seus assumptes. El seu fill va ser designat príncep hereu el 1353. Utilitzant el seu eunuc Bak Bulhwa (en hangul, 박불화; en hanja, 朴不花) com a agent seu, va iniciar una campanya per obligar l'emperador a passar el tron imperial al seu fill. Tot i així, l'emperador es va assabentar de les seves intencions i es va separar d'ella.
Depenent de la posició de dama Gi a la capital imperial, el seu germà gran Gi Cheol va arribar a amenaçar la posició del rei de Goryeo, que era un estat client dels mongols. El rei Gongmin de Goryeo va exterminar la família Gi en un cop d'estat el 1356 i es va independitzar dels Yuan. Dama Gi va respondre seleccionant Tash Temür com el nou rei de Goryeo i va enviar-hi tropes. No obstant això, les forces mongoles van ser derrotades per l'exèrcit de Goryeo mentre intentaven creuar el riu Yalu.
Dins de la capital mongola es va produir un conflicte intern entre partidaris i opositors del príncep hereu. Un líder de l'oposició, Bolud Temür, finalment va ocupar la capital el 1364. El seu fill va fugir a Köke Temür que li va donar suport, però dama Gi va ser empresonada per Bolud Temür. Per la seva banda, aquest va ser enderrocat per Köke Temür l'any següent. Una vegada més Gi, va intentar instal·lar el seu fill com a Khagan, aquesta vegada amb el suport de Köke Temür, però en va. Després de la mort de Bayan Khutugh, dama Gi va ser elevada a emperadriu principal.
El col·lapse del domini mongol de la Xina el 1368 la va obligar a fugir a la ciutat de Yingchang, a l'actual Mongòlia Interior. El 1370, Toghon Temür va morir i el seu fill va pujar al tron. L'emperadriu Gi es va convertir en la Gran Emperadriu, però poc després va desaparèixer.

## En la cultura popular
- Interpretada per Kim Hye-ri a la sèrie de televisió de la MBC de 2005 Shin Don.
- Interpretada per Ha Ji-won i Hyun Seung-min a la sèrie de televisió de la MBC Empress Ki de 2013 al 2014 .